# Retk läbi Setumaa
Retk läbi Setumaa è un cortometraggio documentario del 1913, diretto dal regista estone Johannes Pääsuke. 

## Trama
Architettura cittadina; lavori agricoli (mietitura, macina) e traffico fluviale; cerimonie popolari religiose e profane; riprese di donne nei tradizionali costumi; una danza campestre.